# Schütte-Lanz D.IV
Schütte-Lanz D.IV là một mẫu thử máy bay tiêm kích của Đức trong Chiến tranh thế giới I.

## Quốc gia sử dụng
German Empire

## Tính năng kỹ chiến thuật
Đặc điểm tổng quát
- Kíp lái: 1
- Chiều dài: 5,80m (19 ft 0¼ in)
- Sải cánh: 9 m (29 ft 6⅓ in)
- Chiều cao:  ()
- Diện tích cánh: 22,96 m² (247,15 sq ft)
- Trọng lượng rỗng: 695 kg (1.532 lb)
- Trọng lượng có tải: 885 kg (1.951 lb)
- Động cơ: 1 × Benz Bz.IIIbo kiểu động cơ piston 8 xy-lanh, làm mát bằng nước, 164 kW (220 hp)

 Hiệu suất bay 
Trang bị vũ khí

- Súng: 2 x súng máy 7,9 mm LMG 08/15